# シムリス・ルーンストーンズ

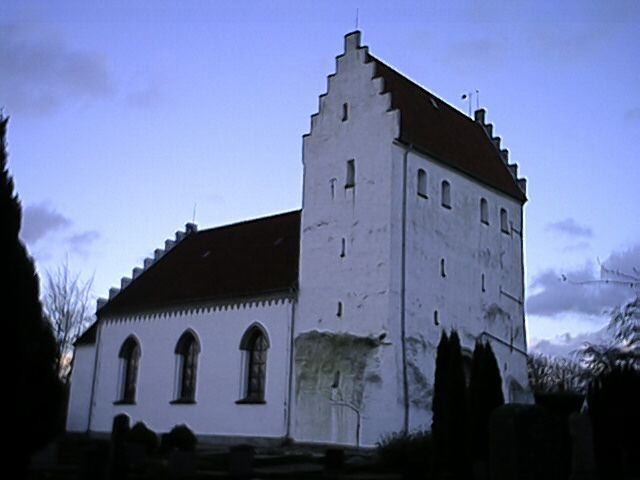
ルーンストーンが発見されたシムリスの教会

シムリス・ルーンストーンズ（Simris Runestones）は、スウェーデン スコーネ地方南東部 シムリスハムン近郊シムリス牧師館に位置する、11世紀に作られた二つのルーン・ストーン。教会再建時に発見された。デンマーク統治時代であったが、ウップランド様式で作られている。 Sö Fv1948;289、Dr 216と共に、スウェーデンに言及する最初期の記録。

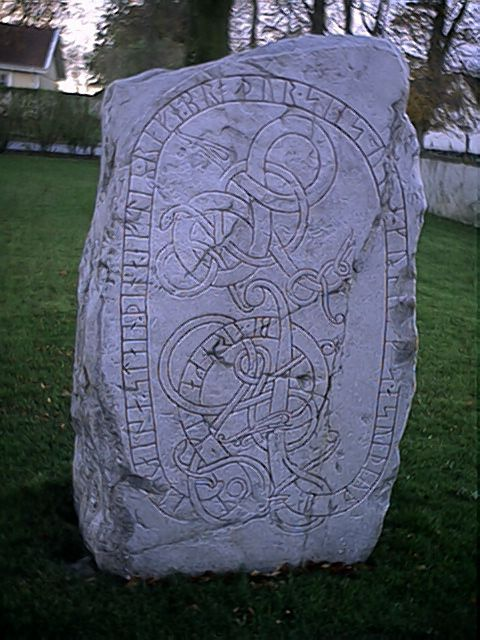
Dr 344.

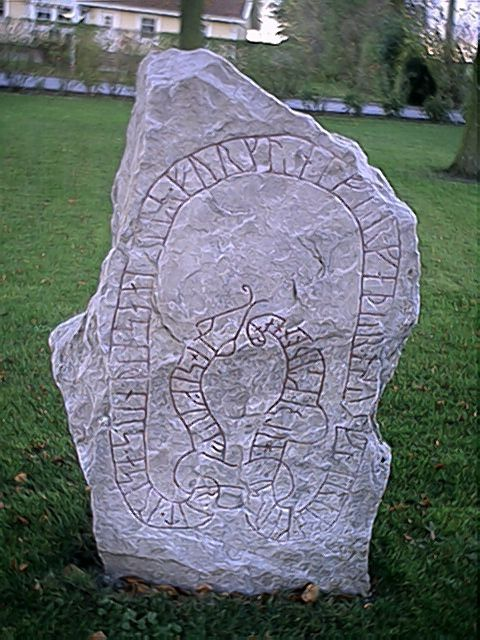
Dr 345.